# قمة اسكريوس

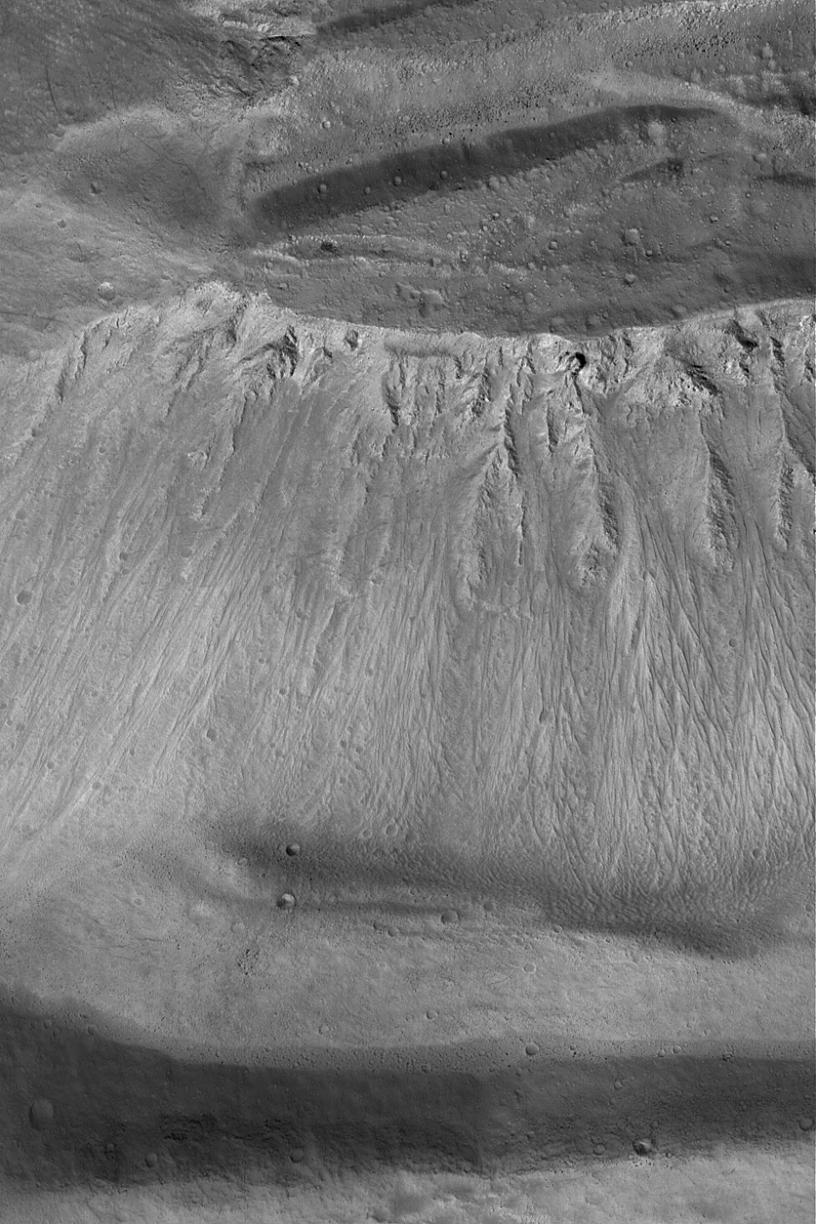
قمة اسكريوس

قمة اسكريوس (بالإنجليزية: Ascraeus Mons)‏ هي القمة الشمالية من ثلاثة براكين معروفة كقمم ثارسيس قريبة من خط الاستواء على المريخ، ويقع في جنوبه قمة بافونيس ثم قمة أرسيا، وتقع أعلى قمة في المجموعة الشمسية على المريخ شمال غرب تلك المجموعة وهي قمة أوليمبوس، وتقع تلك الثلاثة قمم على هضبة ثارسيس مع مجموعة أخرى من فوهات براكين أصغر منها إلى الشمال على خط مستوي واحد، بحيث يوحي ذلك التجمع أنه قد تكون تحت تأثير انزياح لطبقة سطحية فوق منطقة ساخنة، ومثل ذلك التكوين مثل مجموعة جزر هاواي الموجودة في المحيط الهادي على الأرض، وتقع قمة اسكريوس على المريخ في الإحداثيات : 3و11 شمالا، و5و104 غربا ويبلغ ارتفاعها نحو 18 كيلومتر فوق سطح المريخ.

## اقرأ أيضا
- المريخ
- قمة أوليمبوس

## وصلات خارجية
- Ascraeus Mons bei Google Mars